# Чемпіонат Львівської області з футболу 2020
Чемпіонат Львівської області з футболу 2020 року — футбольні змагання серед аматорських команд Львівщини, які проводилися Львівською асоціацією футболу у Прем'єр-лізі та Першій лізі, а Львівською обласною асоціацією футболу «Колос» у Другій та Третій лігах. Змагання у всіх лігах проводились тільки серед дорослих складів. 
Футбольні змагання розпочались аж в серпні місяці, оскільки з 12 березня на основі постанови українського уряду про запобігання поширенню в нашій країні коронавірусу COVID-19, виконавчий комітет Української асоціації футболу призупинив усі футбольні і футзальні змагання на території нашої країни. Усі спортивні заходи під час пандемії коронавірусу, дозволяється проводити без участі глядачів (уболівальників).

## Прем'єр-ліга
У 13-му Чемпіонаті Львівщини серед команд Прем'єр-ліги стартували дванадцять команд, які розподілено на дві підгрупи по 6 колективів у кожній. Усі команди зіграли між собою у два кола (вдома і на виїзді).
- По дві кращі команди з кожної шістки помірялися силами у півфіналі (вдома і на виїзді).
- Переможці півфіналів на нейтральному полі визначають Чемпіона області.
- Решта команд в стикових матчах визначають підсумкові місця.
- «Енергетик» Добротвір, який торік виступав у Прем'єр-лізі Львівщини, заявився у Другій лізі Львівщини. 
Ще один представник «прем'єрки» – «Локомотив» із Рави-Руської через фінансові труднощі знявся з обласних змагань. 
 Підмонастирський «Фенікс-Стефано» об'єднався з СКК «Демня», 
«Юність» Гійче об'єдналась із ФК «Куликів», котрий в минулому сезоні не брав участі в обласних змаганнях.

У фінальному матчі, який відбувся у Винниках, футболісти «Юності» із Верхньої та Нижньої Білок з рахунком 3:0 розгромили  ФК «Миколаїв» і втретє поспіль стали чемпіонами Львівської області.
Склад команди-чемпіона: Білий Роман, Богданов Микола, Бунда Богдан, Войтович Володимир, Гаврушко Іван, Гладкий Володимир, Гордійчук Павло, Дмитрух Віталій, Жук Андрій, Занько Максим, Каваців Ярема, Курилишин Андрій, Лебеденко Андрій, Набізада Омар, Панасюк Олег, Равлик Віталій, Федорів Володимир, Фітель Олександр, Шарабура Микита, Шептицький Олег.
Головний тренер:Богдан Костик. Президент клубу: Олександр Ролько.

Кращими в номінаціях сезону 2020 названо:
- Кращий воротар — Мар’ян Бурмас (ФК «Миколаїв»)
- Кращий захисник — Андрій Гурський (ФК «Миколаїв»)
- Кращий півзахисник — Омар Набізада («Юність» Верхня/Нижня Білка)
- Кращий нападник — Володимир Гладкий («Юність» Верхня/Нижня Білка)
- Кращий тренер — Богдан Костик («Юність» Верхня/Нижня Білка)
- Кращий гравець/бомбардир — Максим Фещук («Демня-Фенікс» (Демня/Підмонастир))

#### Фінальний етап
Фінальний матч чемпіонату Львівщини 2020
Арбітр: Юрій Можаровський.
Асистенти арбітра: Ростислав Якимик, Юрій Ковальчук.
Резервний арбітр: Андрій Смольський.
 Спостерігач арбітражу: Ярослав Грисьо.
Арбітр СВА:  Роман Блавацький.
Спостерігач арбітражу СВА:  Андрій Шандор.
 Голи:  28 ',  90+1'  Набізада Омар;  54' Равлик Віталій.
«Юність» Верхня/Нижня Білка: Жук Андрій, Гаврушко Іван (Занько Максим,  90+3'), Шарабура Микита, Білий Роман, Федорів Володимир (Карвацький Андрій,  90+2'), Гордійчук Павло (Богданов Микола,  81'), Гладкий Володимир (Курилишин Андрій,  86'), Равлик Віталій, Набізада Омар (Лебеденко Андрій,  90+2'), Дмитрух Віталій, Панасюк Олег (Фітель Олександр,  90+3').
Головний тренер: Богдан Костик. Президент клубу: Олександр Ролько.
ФК «Миколаїв»: Бурмас Мар'ян, Гурський Андрій, Стасишин Назар (Оленич Андрій,  82'), Іванишин Павло, Оприск Роман (Федина Іван,  67'), Коваль Григорій, Сагайдак Андрій (Давидяк Мар'ян,  90+2'),  Юськевич Іван (Щурко Віталій,  85'), Баранець Борис (Грица Ярослав,  58'), Баранець Григорій (Клим Богдан,  61'), Синишин Ігор (Бердей Юрій,  70').
Головний тренер: Іван Шуга. Президент клубу: Микола Оприск.

Матч за 3-тє місце:
| 31 жовтня 2020 року 14:00 |

| «Корміл» Давидів                                               | 2 : 1 (1:0) | «Юність» Гійче/Куликів                 |
| -------------------------------------------------------------- | ----------- | -------------------------------------- |
| Слобода Степан 43' · Горошко Михайло 83' · Горошко Михайло 84' |             | Зубар Святослав45' · Кінаш Ярослав 63' |

| стадіон: «Міський», Миколаїв. Глядачів: без глядачів Арбітр: Василь Файда; Віталій Семенів, Андрій Смольський. |

| Матч за 5-6-те місця:   | СКК «Демня-Фенікс» Демня/Підмонастир − ФК «Самбір»               | 2:1, 4:2  |
| Матч за 7-8-те місця:   | МФК «Галичина» Дрогобич − «Кар'єр-Дністер» Торчиновичі/Ст.Самбір | 2:4, 3:0* |
| Матч за 9-10-те місця:  | «Поґонь» Львів − «Гірник» Новояворівськ                          | 0:1, 1:2  |
| Матч за 11-12-те місця: | ДЮШ «Львів» − СОК «Пульс-Авангард» Жидачів                       | 2:0, 3:1  |

* — технічний результат (неявка).

### Груповий етап
| М  | Команда/Місто               | 1   | 2   | 3   | 4   | 5   | 6   | І  | В | Н | П | М'ячі   | РМ  | О  |
| -- | --------------------------- | --- | --- | --- | --- | --- | --- | -- | - | - | - | ------- | --- | -- |
| 1. | «Юність» Верхня/Нижня Білка |     | 6:0 | 2:1 | 5:1 | 4:3 | 3:1 | 10 | 8 | 2 | 0 | 34 - 9  | 25  | 26 |
| 2. | «Корміл» Давидів            | 0:0 |     | 3:0 | 1:1 | 2:1 | 1:1 | 10 | 5 | 3 | 2 | 16 - 13 | 3   | 18 |
| 3. | ФК «Самбір»                 | 0:3 | 1:3 |     | 3:0 | 1:1 | 2:0 | 10 | 5 | 1 | 4 | 22 - 17 | 5   | 16 |
| 4. | МФК «Галичина» Дрогобич     | 0:3 | 1:0 | 3:5 |     | 1:1 | 4:2 | 10 | 3 | 2 | 5 | 14 - 22 | -8  | 11 |
| 5. | «Погонь» Львів              | 2:2 | 2:4 | 1:6 | 1:3 |     | 2:0 | 10 | 2 | 3 | 5 | 18 - 24 | -6  | 9  |
| 6. | ДЮШ «Львів»                 | 1:6 | 0:2 | 1:3 | 1:0 | 1:4 |     | 10 | 1 | 1 | 8 | 8 - 27  | -19 | 4  |

У зв'язку з реконструкцією власного стадіону,  ФК «Самбір» домашні матчі проводив на стадіоні «Сокіл» в Суховолі.
| М  | Команда/Місто                          | 1   | 2   | 3   | 4   | 5   | 6   | І  | В | Н | П | М'ячі   | РМ  | О  |
| -- | -------------------------------------- | --- | --- | --- | --- | --- | --- | -- | - | - | - | ------- | --- | -- |
| 1. | ФК «Миколаїв»                          |     | 0:1 | 1:0 | 3:0 | 1:0 | 4:2 | 10 | 7 | 2 | 1 | 20 - 6  | 14  | 23 |
| 2. | «Юність» Гійче/Куликів                 | 1:1 |     | 1:0 | 3:0 | 5:0 | 3:0 | 10 | 7 | 1 | 2 | 21 - 7  | 14  | 22 |
| 3. | СКК «Демня-Фенікс» Демня/Підмонастир   | 0:1 | 3:1 |     | 2:1 | 6:1 | 6:0 | 10 | 6 | 0 | 4 | 28 - 10 | 18  | 18 |
| 4. | «Кар'єр-Дністер» Торчиновичі/Ст.Самбір | 0:0 | 2:0 | 2:0 |     | 0:0 | 3:1 | 10 | 4 | 3 | 3 | 11 - 10 | 1   | 15 |
| 5. | «Гірник» Новояворівськ                 | 0:4 | 0:3 | 1:4 | 1:1 |     | 1:1 | 10 | 1 | 3 | 6 | 9 - 27  | -18 | 6  |
| 6. | СОК «Пульс-Авангард» Жидачів           | 2:5 | 1:3 | 1:7 | 0:2 | 2:5 |     | 10 | 0 | 1 | 9 | 10 - 39 | -29 | 1  |

| М  | Гравець           | Клуб                 | Матчі | М'ячі    |
| -- | ----------------- | -------------------- | ----- | -------- |
| 1. | Фещук Максим      | СКК Демня-Фенікс     | 10    | 13 (1п.) |
| 2. | Гладкий Володимир | Юність В./Н.Білка    | 12    | 12 (4п.) |
| 3. | Зубар Святослав   | Юність Гійче/Куликів | 13    | 9        |
| 4. | Фурта Юрій        | ФК Самбір            | 12    | 9 (1п.)  |
| 5. | Балух Ігор        | ФК Миколаїв          | 12    | 8 (1п.)  |
| 6. | Панасюк Олег      | Юність В./Н.Білка    | 13    | 8 (3п.)  |

## Перша ліга
В першості Львівської області серед команд Першої ліги взяли участь вісімнадцять команд, розділених на три групи. 
- По дві кращі команди від кожної з груп виходили в півфінал, де в матчах вдома та на виїзді змагаються за вихід у фінальний турнір.
- Три переможці півфінальних пар у двоколовому турнірі визначають чемпіона Першої ліги.
- Команди, які не пробились у фінал, взяли участь у Кубку Першої ліги. Переможцем кубку стали футболісти СК «Нафтовик» Борислав[6], котрі в фіналі на штучному газоні стадіону «Довге-Арена» в Довгому, з рахунком 1:0 переграли «Газовик-Хуртовина» з Комарного.
- Серед команд, які в попередньому сезоні виступали в першій лізі відсутня «Скеля» Жовква/Крехів, котра не виявила бажання виступати в обласних змаганнях, та  «Вікторія» Трускавець,— яка опустилась в Другу лігу.

| М | Команда/Місто                | 1   | 2   | 3   | І | В | Н | П | М'ячі | РМ | О |
| - | ---------------------------- | --- | --- | --- | - | - | - | - | ----- | -- | - |
|   | «Темп-Думна» Відники/Ременів |     | 0:0 | 3:1 | 4 | 2 | 2 | 0 | 6 - 2 | 4  | 8 |
|   | «Старт» Розворяни            | 1:3 |     | 2:1 | 4 | 2 | 1 | 1 | 7 - 5 | 2  | 7 |
|   | ФСК «Яворів» Яворів          | 0:0 | 1:4 |     | 4 | 0 | 1 | 3 | 3 - 9 | -6 | 1 |

### Груповий етап
| М  | Команда/Місто                     | 1   | 2   | 3   | 4   | 5   | 6   | І  | В | Н | П | М'ячі   | РМ  | О  |
| -- | --------------------------------- | --- | --- | --- | --- | --- | --- | -- | - | - | - | ------- | --- | -- |
| 1. | «Темп-Думна» Відники/Ременів      |     | 3:0 | 1:1 | 2:3 | 3:1 | 2:1 | 10 | 7 | 1 | 2 | 23 - 13 | 10  | 22 |
| 2. | «Старт» Розворяни                 | 2:3 |     | 1:0 | 1:1 | 3:1 | 1:1 | 10 | 6 | 2 | 2 | 18 - 11 | 7   | 20 |
| 3. | «Богун» Броди                     | 2:0 | 0:1 |     | 3:1 | 1:4 | 0:0 | 10 | 3 | 4 | 3 | 16 - 15 | 1   | 13 |
| 4. | ФК «Запитів» Запитів/Новий Яричів | 2:3 | 1:3 | 2:4 |     | 2:0 | 2:0 | 10 | 4 | 1 | 5 | 19 - 21 | -2  | 13 |
| 5. | «Сокіл» Золочів                   | 1:2 | 0:3 | 2:2 | 3:1 |     | 5:3 | 10 | 3 | 1 | 6 | 19 - 23 | -4  | 10 |
| 6. | «Карпати» Кам'янка-Бузька         | 0:4 | 1:3 | 3:3 | 2:4 | 3:2 |     | 10 | 1 | 3 | 6 | 14 - 26 | -12 | 6  |

| М  | Команда/Місто               | 1   | 2   | 3   | 4    | 5   | 6   | І  | В | Н | П | М'ячі   | РМ  | О  |
| -- | --------------------------- | --- | --- | --- | ---- | --- | --- | -- | - | - | - | ------- | --- | -- |
| 1. | «Газовик-Хуртовина» Комарно |     | 1:2 | 2:0 | 2:0  | 1:0 | 2:0 | 10 | 7 | 1 | 2 | 19 - 9  | 10  | 22 |
| 2. | ФСК «Яворів» Яворів         | 3:1 |     | 1:1 | 1:1  | 3:1 | 3:1 | 10 | 6 | 3 | 1 | 20 - 12 | 8   | 21 |
| 3. | «Лео-Кераміка» Львів        | 0:2 | 2:1 |     | 11:2 | 2:2 | 4:0 | 10 | 5 | 2 | 3 | 28 - 14 | 14  | 17 |
| 4. | ФОК «Городок» Городок       | 1:2 | 3:3 | 2:0 |      | 3:2 | 0:0 | 10 | 2 | 4 | 4 | 14 - 26 | -12 | 10 |
| 5. | «Легінь» Брюховичі          | 3:3 | 0:1 | 1:3 | 4:1  |     | 0:0 | 10 | 2 | 3 | 5 | 17 - 18 | -1  | 9  |
| 6. | ФК «Вишня» Судова Вишня     | 0:3 | 1:2 | 1:5 | 1:1  | 1:4 |     | 10 | 0 | 3 | 7 | 5 - 24  | -19 | 3  |

| М  | Команда/Місто                            | 1   | 2   | 3   | 4   | 5   | 6   | І  | В | Н | П | М'ячі   | РМ  | О  |
| -- | ---------------------------------------- | --- | --- | --- | --- | --- | --- | -- | - | - | - | ------- | --- | -- |
| 1. | СК «Нафтовик» Борислав                   |     | 2:0 | 3:2 | 2:2 | 4:0 | 2:0 | 10 | 9 | 1 | 0 | 25 - 6  | 19  | 28 |
| 2. | СКК «Пісочна» Пісочна                    | 0:2 |     | 2:2 | 3:1 | 2:0 | 7:1 | 10 | 6 | 2 | 2 | 26 - 14 | 12  | 20 |
| 3  | «Сокіл» Сокільники                       | 1:3 | 0:3 |     | 1:1 | 1:1 | 2:1 | 10 | 3 | 4 | 3 | 15 - 18 | -3  | 13 |
| 4. | «Скала 1911» Стрий                       | 0:2 | 0:2 | 1:2 |     | 0:0 | 3:0 | 10 | 2 | 4 | 4 | 13 - 14 | -1  | 10 |
| 5. | ФК «Ходорів/Вовчатичі» Ходорів/Вовчатичі | 1:2 | 1:2 | 1:1 | 2:2 |     | 4:1 | 10 | 2 | 4 | 4 | 14 - 16 | -2  | 10 |
| 6. | «Зубр» Зубра                             | 0:3 | 5:5 | 2:3 | 0:3 | 1:4 |     | 10 | 0 | 1 | 9 | 11 - 36 | -25 | 1  |

| М  | Гравець                    | Клуб            | Матчі | М'ячі   |
| -- | -------------------------- | --------------- | ----- | ------- |
| 1. | Чігамезу Ігбозуруйке Прінс | ФК Лео-Кераміка | 9     | 9       |
| 2. | Колодій Іван               | СК Нафтовик     | 12    | 9       |
| 3. | Химович Степан             | Темп-Думна      | 14    | 8 (5п.) |

## Друга ліга
- Всі команди другої ліги розділено на чотири групи.
- Після групового етапу, по два кращих колективи від кожної з груп, виходять у фінальний етап змагань.
- Під час фінального етапу, який проходить за олімпійською системою, команди грають по одній грі на кожній стадії змагань.
- Серед команд, які в попередньому сезоні виступали в Другій лізі відсутні;  ФК «Мебус» Сторонибаби, «Шахтар» Острів, ФК «Синьковичі» Синьковичі, «Динамо-Сокіл» Рясне-Руське, «Шпиль» Шпильчина, «Ураган» Перемишляни, «Янів-Шипшина» Івано-Франкове, «Карпати» Турка  — котрі не виявили бажання продовжувати виступи в першості області та  «Авіатор» Черляни — котрий припинив існування ще в минулому сезоні, не догравши чемпіонат.

### Фінальний етап
Фінал
| 8 листопада 2020 року 13:00 |

| «Ураган» Раденичі       | 1 : 1 (1:0) п.п. 5:4 | «Жупан» Винники   |
| ----------------------- | -------------------- | ----------------- |
| Кіт-Копиляк Михайло 40' |                      | Баран Ярослав 49' |

| стадіон: «Воля», с.Братковичі. Арбітр: Володимир Міняйло. |

### Груповий етап
| М  | Команда/Місто                     | 1   | 2   | 3   | 4   | 5   | І | В | Н | П | М'ячі   | РМ  | О  |
| -- | --------------------------------- | --- | --- | --- | --- | --- | - | - | - | - | ------- | --- | -- |
| 1. | «Сокаль-Датський текстиль» Сокаль |     | 3:2 | 7:1 | 3:0 | 5:0 | 8 | 8 | 0 | 0 | 31 - 6  | 25  | 24 |
| 2. | «Шахтар» Червоноград              | 2:3 |     | 3:0 | 5:1 | 3:0 | 8 | 4 | 1 | 3 | 21 - 11 | 10  | 13 |
| 3. | «Енергетик» Добротвір             | 0:6 | 2:1 |     | 3:2 | 2:1 | 8 | 3 | 0 | 5 | 14 - 30 | -16 | 9  |
| 4. | «Галичина» Великий Дорошів        | 1:3 | 2:2 | 5:4 |     | 2:2 | 8 | 1 | 3 | 4 | 14 - 23 | -9  | 6  |
| 5. | «Січ» Заболотцівська ОТГ          | 0:1 | 0:3 | 5:2 | 1:1 |     | 8 | 1 | 2 | 5 | 9 - 19  | -10 | 5  |

| М  | Команда/Місто               | 1   | 2   | 3   | 4   | 5   | 6   | І  | В | Н | П | М'ячі   | РМ  | О  |
| -- | --------------------------- | --- | --- | --- | --- | --- | --- | -- | - | - | - | ------- | --- | -- |
| 1. | ФК «Шкло» Шкло              |     | 0:1 | 1:1 | 2:0 | 2:0 | 7:1 | 10 | 6 | 2 | 2 | 24 - 10 | 14  | 20 |
| 2. | «Жупан» Винники             | 1:4 |     | 1:0 | 0:1 | 1:0 | 1:1 | 10 | 5 | 3 | 2 | 13 - 10 | 3   | 18 |
| 3. | ФК «Сокіл» Великі Глібовичі | 1:3 | 1:2 |     | 2:1 | 3:2 | 4:0 | 10 | 5 | 1 | 4 | 17 - 15 | 2   | 16 |
| 4. | ФК «Пустомити» Пустомити    | 4:2 | 1:1 | 0:1 |     | 3:1 | 2:0 | 10 | 5 | 1 | 4 | 13 - 11 | 2   | 16 |
| 5. | ФК «Босота» Чорнушовичі     | 1:1 | 2:2 | 2:0 | 2:0 |     | 4:2 | 10 | 4 | 2 | 4 | 15 - 14 | 1   | 14 |
| 6. | «Lion» Львів                | 0:2 | 0:3 | 3:4 | 0:1 | 0:1 |     | 10 | 0 | 1 | 9 | 7 - 29  | -22 | 1  |

| М  | Команда/Місто               | 1    | 2   | 3   | 4   | 5   | І | В | Н | П | М'ячі   | РМ  | О  |
| -- | --------------------------- | ---- | --- | --- | --- | --- | - | - | - | - | ------- | --- | -- |
| 1. | «Темп» Гірське              |      | 1:0 | 3:1 | 6:0 | 6:1 | 8 | 8 | 0 | 0 | 32 - 4  | 28  | 24 |
| 2. | «Кохавинка» Гніздичів       | 2:4  |     | 3:0 | 3:0 | 2:0 | 8 | 4 | 0 | 4 | 19 - 12 | 7   | 12 |
| 3. | КСК «Берездівці» Берездівці | 0:6  | 1:0 |     | 3:3 | 3:2 | 8 | 3 | 1 | 4 | 15 - 24 | -9  | 10 |
| 4. | СКК «Крупсько» Крупське     | 0:3  | 4:2 | 2:5 |     | 4:3 | 8 | 3 | 1 | 4 | 19 - 27 | -8  | 10 |
| 5. | ФК «Бори» Бориничі          | 0:3* | 2:7 | 5:2 | 2:6 |     | 8 | 1 | 0 | 7 | 15 - 33 | -18 | 3  |

* — технічний результат (неявка).
| М  | Команда/Місто               | 1                       | 2                       | 3                       | 4                       | 5                       | І                       | В                       | Н                       | П                       | М'ячі                   | РМ                      | О                       |
| -- | --------------------------- | ----------------------- | ----------------------- | ----------------------- | ----------------------- | ----------------------- | ----------------------- | ----------------------- | ----------------------- | ----------------------- | ----------------------- | ----------------------- | ----------------------- |
| 1. | СФК «Трускавець» Трускавець |                         | 1:0                     | 3:1                     | 2:1                     | 4:1                     | 8                       | 7                       | 0                       | 1                       | 22 - 10                 | 12                      | 21                      |
| 2. | «Ураган» Раденичі           | 6:2                     |                         | 2:1                     | 3:2                     | 6:0                     | 8                       | 6                       | 0                       | 2                       | 30 - 11                 | 19                      | 18                      |
| 3. | «Тартак» Підбуж             | 1:4                     | 3:0                     |                         | 5:0                     | 4:1                     | 8                       | 3                       | 0                       | 5                       | 18 - 17                 | 1                       | 9                       |
| 4. | СК «Воля» Братковичі        | 0:2                     | 2:5                     | 3:1                     |                         | 8:1                     | 8                       | 3                       | 0                       | 5                       | 19 - 21                 | -2                      | 9                       |
| 5. | «Опір» Сколе                | 0:4                     | 0:8                     | 4:2                     | 2:3                     |                         | 8                       | 1                       | 0                       | 7                       | 9 - 39                  | -30                     | 3                       |
| -  | ФК «Стрілець» Стрілки       | не приступив до змагань | не приступив до змагань | не приступив до змагань | не приступив до змагань | не приступив до змагань | не приступив до змагань | не приступив до змагань | не приступив до змагань | не приступив до змагань | не приступив до змагань | не приступив до змагань | не приступив до змагань |

| М  | Гравець          | Клуб                     | Матчі | М'ячі    |
| -- | ---------------- | ------------------------ | ----- | -------- |
| 1. | Нога Святослав   | СКК Крупсько             | 8     | 13 (2п.) |
| 2. | Шакалець Андрій  | Тартак                   | 7     | 9        |
| 3. | Прихідько Василь | Сокаль-Датський текстиль | 9     | 8        |
| 4. | Купінець Віталій | Кохавинка                | 10    | 8        |
| 5. | Курдина Андрій   | Сокіл В. Глібовичі       | 10    | 8        |

## Третя ліга
- Команди третьої ліги розділено на три групи.
- По дві кращі команди від кожної з груп виходять у півфінал, де за сумою двох матчів визначають фіналістів змагань.
- Фінальний турнір проходить в одне коло.
- Серед команд, які в попередньому сезоні виступали в Третій лізі відсутній ФК «Галич» Сокільники, а також ФК «Лев» Малі Підліски та ФК «Грибовичі» Великі Грибовичі, які припинили існування ще минулого сезону.

| М | Команда/Місто        | 1   | 2   | 3   | І | В | Н | П | М'ячі | РМ | О |
| - | -------------------- | --- | --- | --- | - | - | - | - | ----- | -- | - |
|   | «Стандарт» Артасів   |     |     | 2:0 | 2 | 2 | 0 | 0 | 4 - 1 | 3  | 6 |
|   | «Захід» Солонка      | 1:2 |     |     | 2 | 1 | 0 | 1 | 4 - 3 | 1  | 3 |
|   | ФК «Лопатин» Лопатин |     | 1:3 |     | 2 | 0 | 0 | 2 | 1 - 5 | -4 | 0 |

### Груповий етап
| М  | Команда/Місто         | 1   | 2   | 3   | 4   | 5    | І | В | Н | П | М'ячі   | РМ  | О  |
| -- | --------------------- | --- | --- | --- | --- | ---- | - | - | - | - | ------- | --- | -- |
| 1. | «Стандарт» Артасів    |     | 1:2 | 1:0 | 7:1 | 4:0  | 8 | 6 | 1 | 1 | 29 - 7  | 22  | 19 |
| 2. | ФК «Лопатин» Лопатин  | 1:1 |     | 0:3 | 3:2 | 2:1  | 8 | 4 | 2 | 2 | 14 - 15 | -1  | 14 |
| 3. | «Нива» Жовтанці       | 1:9 | 0:2 |     | 2:2 | 3:0* | 8 | 3 | 1 | 4 | 14 - 19 | -5  | 10 |
| 4. | ФК «Сулимів» Сулимів  | 2:3 | 2:2 | 3:4 |     | 3:0* | 8 | 2 | 2 | 4 | 18 - 22 | -4  | 8  |
| 5. | «Західний Буг» Павлів | 0:3 | 5:2 | 2:1 | 1:3 |      | 8 | 2 | 0 | 6 | 9 - 21  | -12 | 6  |

* — технічний результат (неявка).

1. ↑   —результат матчу ФК «Лопатин» - «Нива» Жовтанці — 2:0 анульовано. Господарям зараховано технічну поразку 0:3.

ФК «Мар'янівка» (Волинська обл.) виявила бажання виступати в Першості Львівської області і згідно жеребу отримала місце в першій групі третьої ліги, але їх участь в чемпіонаті Львівщини мала погодити Українська асоціація футболу, Львівська Асоціація футболу та Асоціація футболу Волині.
| М  | Команда/Місто         | 1                        | 2                        | 3                        | 4                        | 5                        | І                        | В                        | Н                        | П                        | М'ячі                    | РМ                       | О                        |
| -- | --------------------- | ------------------------ | ------------------------ | ------------------------ | ------------------------ | ------------------------ | ------------------------ | ------------------------ | ------------------------ | ------------------------ | ------------------------ | ------------------------ | ------------------------ |
| 1. | ФК «Скала» Вільховець |                          | 2:2                      | 1:0                      | 4:2                      | 3:0                      | 8                        | 6                        | 1                        | 1                        | 29 - 7                   | 22                       | 19                       |
| 2. | «Камула» Романів      | 0:1                      |                          | 1:0                      | 1:0                      | 3:1                      | 8                        | 4                        | 2                        | 2                        | 14 - 15                  | -1                       | 14                       |
| 3. | «Берізка» Підберізці  | 6:1                      | 3:1                      |                          | 3:4                      | 2:1                      | 8                        | 3                        | 1                        | 4                        | 14 - 19                  | -5                       | 10                       |
| 4. | ФК «Сокіл» Дуліби     | 0:1                      | 2:1                      | 0:3                      |                          | 4:1                      | 8                        | 2                        | 2                        | 4                        | 18 - 22                  | -4                       | 8                        |
| 5. | «Захід» Бібрка        | 2:1                      | 0:2                      | 4:1                      | 2:0                      |                          | 8                        | 2                        | 0                        | 6                        | 9 - 21                   | -12                      | 6                        |
| -  | «Карпати» Старе Село  | не приступили до змагань | не приступили до змагань | не приступили до змагань | не приступили до змагань | не приступили до змагань | не приступили до змагань | не приступили до змагань | не приступили до змагань | не приступили до змагань | не приступили до змагань | не приступили до змагань | не приступили до змагань |

| М  | Команда/Місто                 | 1   | 2   | 3   | 4   | 5   | І | В | Н | П | М'ячі   | РМ  | О  |
| -- | ----------------------------- | --- | --- | --- | --- | --- | - | - | - | - | ------- | --- | -- |
| 1. | «Юність-2» Верхня/Нижня Білка |     | 1:0 | 5:1 | 4:1 | 4:0 | 8 | 5 | 2 | 1 | 18 - 7  | 11  | 17 |
| 2. | «Захід» Солонка               | 0:0 |     | 2:1 | 2:3 | 5:1 | 8 | 5 | 1 | 2 | 19 - 10 | 9   | 16 |
| 3. | ФК «Щирець» Щирець            | 3:1 | 3:4 |     | 2:2 | 2:0 | 8 | 3 | 1 | 4 | 17 - 18 | -1  | 10 |
| 4. | «Сокіл» Борщовичі             | 1:2 | 0:4 | 0:3 |     | 2:1 | 8 | 3 | 1 | 4 | 13 - 18 | -5  | 10 |
| 5. | «Арсенал» Бучали              | 1:1 | 1:2 | 4:2 | 0:4 |     | 8 | 1 | 1 | 6 | 8 - 22  | -14 | 4  |

«Арсенал» Бучали всі матчі проводив на виїзді.
| М  | Гравець         | Клуб       | Матчі | М'ячі   |
| -- | --------------- | ---------- | ----- | ------- |
| 1. | Кулай Юрій      | Стандарт   | 12    | 9 (1п.) |
| 2. | Поріцький Ігор  | Стандарт   | 12    | 9 (3п.) |
| 3. | Нетлюх Захар    | Стандарт   | 11    | 6       |
| 4. | Мороз Володимир | ФК Лопатин | 12    | 6       |
| 5. | Цвик Володимир  | ФК Сулимів | 7     | 6 (2п.) |

## Легенда
—— діючий чемпіон(переможець попереднього розіграшу).
 —— команда, яка в попередньому чемпіонаті виступала на порядок вищій за рангом лізі і опустилась в нижчу лігу.
 —— команда, яка в попередньому чемпіонаті виступала на порядок нижчій за рангом лізі і піднялась у вищу за рангом лігу.
 —— команда, яка в попередньому чемпіонаті виступала на декілька порядків вищій за рангом лізі і опустилась в нижчу лігу.
 —— команда, яка в попередньому чемпіонаті виступала або на кілька порядків нижчій за рангом лізі, або взагалі ніде не виступала і допущена до змагань не за спортивним принципом, а з якихось інших міркувань.